# Waiting for the Barbarians (film)
Ne doit pas être confondu avec Waiting for the Barbarians.
Pour plus de détails, voir Fiche technique et Distribution.
Waiting for the Barbarians est un film fiction de type drame historique américano-italien réalisé par Ciro Guerra, sorti en 2019. Il est adapté du roman En attendant les barbares de J. M. Coetzee.
Dans un désert sans nom à une époque inconnue, un magistrat gère un fort qui marque la frontière de l'Empire. Le pouvoir central s'inquiète d'une invasion barbare et dépêche sur les lieux le colonel Joll, un tortionnaire de la pire espèce. Parmi les hommes et les femmes ramenés au fort pour être torturés, une jeune fille blessée attire l'attention du magistrat qui finit par partir avec elle. Mais, rejeté par le peuple nomade dont elle est originaire, le magistrat s'en retourne auprès des siens. Accusé de trahison, il va à son tour passer par les mains du bourreau.

## Synopsis
Le Magistrat gère un avant-poste sur les frontières désertiques d’un Empire sans nom. Sa gestion prudente a maintenu la paix pendant de nombreuses années et il n’y a que des malentendus mineurs. Tout cela change avec l’arrivée du colonel Joll, qui agit dans le cadre d’un mystérieux plan mis en branle par les autorités impériales. Le magistrat fait de son mieux pour s'accorder avec lui mais le colonel reste impassible, insistant notamment pour interroger un homme innocent et son neveu pour le braconnage de moutons. Joll est déterminé à suivre sa procédure pour obtenir la vérité, ce qui nécessite une torture brutale. Le magistrat ne comprend ni Joll, ni ses méthodes, ni ses objectifs. Après avoir été torturé, le neveu est escorté par un détachement de soldats dans sa tribu, où de nombreuses femmes et hommes âgés sont placés en détention en tant que prisonniers de guerre.
Le colonel Joll part le lendemain, ce qui incite le magistrat à libérer immédiatement les prisonniers et à les renvoyer chez eux. Quelques mois plus tard, une ancienne prisonnière avec deux chevilles cassées est vu en train de paniquer dans les rues. Le magistrat lui donne de la nourriture et un abri, et tente de guérir ses chevilles cassées. Certains soldats confondent cet acte de gentillesse avec un acte de convoitise, croyant que le magistrat a l’intention de garder la jeune fille comme concubine. Le magistrat apprend toutes les tortures et les épreuves que la jeune fille a traversées, y compris la mort de son père. Il lui demande de rester au fort, mais promet de la rendre à son peuple si elle ne souhaite pas rester. La fille choisit ce dernier. Après un long et pénible voyage à travers le désert, le Magistrat s’approche des nomades dans les montagnes dans l’espoir de rétablir des relations amicales avec eux mais les autochtones sont bouleversés. Il les convaincs néanmoins de sa bonne foi grâce à sa réputation et revient à la base pour découvrir que l’officier Mandel, le sbire du colonel Joll, a été affecté au commandement du fort. L’agent Mandel emmène immédiatement le magistrat en détention, l’accusant de trahison et le dépouille de son bureau.
Le magistrat est finalement libéré, mais quand il essaie d’aider les prisonniers de guerre maltraités par les soldats de Mandel, les soldats le battent et l’abusent. Il est ensuite amené pour interrogatoire et accusé de s’être associé à l’ennemi pour avoir aidé la fille nomade. Le magistrat est publiquement humilié et voit sa maison et ses biens confisqués, tandis que le colonel Joll part avec une grande force armée pour anéantir les nomades montagnards. Le magistrat, désormais échevelé, pauvre et sans abri est recueilli par l’une de ses anciennes servantes, qui le nourrit et l’habille. Un matin, un cheval transportant le cadavre d’un des hommes du colonel Joll entre dans le fort. Effrayé, l’officier Mandel s’enfuit alors en abandonnant son commandement. Les colons européens locaux se sentent alors trahis et abandonnés et craignent que les barbares ne se vengent d’eux sans aucun soldat pour les protéger. De son côté, le magistrat profite du chaos ambiant pour retourner dans sa maison d’origine et bientôt, le colonel Joll revient avec seulement une poignée de survivants. Plus tard, le Magistrat le confronte mais il constate rapidement que son interlocuteur semblant complètement détaché de la réalité pendant que ses soldats ramassent à la hâte des provisions et des chevaux. Alors que les colons les insultes avec colère en leur jetant des pierres, le colonel et ses hommes quittent le fort dans la soirée. Le magistrat retourne dans une ville dépourvue de jeunes hommes, où les garçons font semblant de monter la garde autour d’épouvantails déguisés en soldats près des portes du fort.
Le film se termine avec une ombre s’approchant du Magistrat debout seul dans la cour, et un nuage de poussière à l’horizon - de la poussière projetée par une armée de guerriers apparemment nomades se dirigeant vers le fort.

## Fiche technique
Sauf indication contraire, les informations mentionnées dans cette section peuvent être confirmées par la base de données cinématographiques IMDb,  présente dans la section « Liens externes ».
- Titre original : Waiting for the Barbarians
- Réalisation et scénario : Ciro Guerra
- Direction artistique : Domenico Sica
- Décors : Crispian Sallis
- Photographie : Chris Menges
- Production : Monika Bacardi, Michael Fitzgerald, Andrea Iervolino et Olga Segura
  - Production exécutive : Brian W. Cook
  - Producteurs délégués : Deborah Dobson Bach et Penelope Glass
- Sociétés de production : Infinitum Nihil Production, TaTaTu et AMBI Distribution
- Société de distribution : Diaphana Distribution (France)
- Pays d'origine :  États-Unis,  Italie
- Langue originale : anglais
- Format : couleur
- Durée : 112 minutes
- Genre : drame historique
- Dates de sortie[1] : 
  - Italie : 6 septembre 2019 (Mostra de Venise)
  - France : 8 septembre 2019 (festival du cinéma américain de Deauville)
  - États-Unis : 7 août 2020 en VOD [2]
  - France : 2 septembre 2020 en DVD

## Distribution
- Mark Rylance (VF : Gabriel Le Doze) : le magistrat
- Johnny Depp (VF : Bruno Choël) : le colonel Joll
- Robert Pattinson (VF : Thomas Roditi) : Mandel
- Greta Scacchi (VF : Danièle Douet) : Mai
- Sam Reid (VF : Jim Redler) : le lieutenant
- Harry Melling (VF : Christophe Alunno) : un soldat
- David Dencik (VF : Stéphane Ronchewski) : un employé de bureau
- Gana Bayarsaikhan (VF : Jessica Jaouiche) : Girl
- Isabella Nefar : Star
- Bill Milner (VF : Guillaume Debouver) : un soldat
- Joseph Long (VF : Bruno Magne) : Baker
- Wil Coban (VF : Julien Marchal) : un soldat
- Hami Belal (VF : Jean-luc Atlan) :un homme de main du colonel Joll
- Laura Cosac (VF : Natacha Muller) : la femme de Baker
- Younes El Mejjad (VF : Emmylou Homs) : small boy2

Version française :
- Société de doublage : Eclair
- Direction artistique : Paolo Domingo
- Adaptation : Stéphane Lévine

## Distinctions

### Sélection
- Mostra de Venise 2019 : en compétition officielle
- 45ème festival du cinéma américain de Deauville : Hors compétition [3]